# Tonight’s the Night
Tonight’s the Night – solowy album nagrany przez Neila Younga w 1973 r.  wydany przez firmę nagraniową Reprise w czerwcu 1975 r.

## Historia i charakter albumu
Tonight’s the Night – pierwszy z serii pesymistycznych, chropowatych i surowych albumów Younga został nagrany w 1973 r. Był szokiem dla decydentów Reprise, którzy spodziewali się równie subtelnej kontynuacji niezwykle popularnego albumu Harvest. Album został odłożony na półkę i wydany dopiero w 1975 r., gdy nagrany później On the Beach, utrzymany w podobnym, dość topornym stylu, został jednak wydany (prawdopodobnie firma nie miała innego wyjścia).
Pesymizm i smutek przenikający oba albumy miał swoją przyczynę; była nią śmierć, na kilka miesięcy przed nagraniem płyty, gitarzysty grupy Younga Crazy Horse – Danny’ego Whittena oraz bliskiego przyjaciela Younga Bruce’a Berry’ego (który organizował trasy koncertowe Younga). Chociaż album został im zadedykowany i napis na wkładce głosił, że żyli i zmarli dla rock and rolla (co czyniło z nich pewnego rodzaju męczenników), to Young był daleki od jakiegokolwiek usprawiedliwiania ich śmierci i stąd depresyjny nastrój płyty.
Aby uhonorować Danny’ego Whittena na albumie został umieszczony koncertowy utwór nagrany w 1970 r. w Fillmore East Come on Baby Let’s Go Downtown, w którym Whitten gra na gitarze i śpiewa z Youngiem.
- W 2003 album został sklasyfikowany na 331. miejscu listy 500 albumów wszech czasów magazynu Rolling Stone[3].
- W zestawieniu Top Ten Reviews album zajął 1 miejsce (na 298 albumów) za rok 1975, miejsce 7 (na 2832 albumy) za lata 70. XX wieku, i miejsce 72 (na 455,762 albumy) w ogóle.

## Muzycy
- Neil Young – gitara (3, 5, 6, 7, 8, 9, 10, 11) wokal (wszystkie oprócz 3), wibrafon (9), harmonijka (3, 4, 6), pianino (11, 2, 4, 12)
- Ben Keith – elektryczna gitara hawajska (1, 2, 3, 6, 7, 8, 11), wokal (1, 2, 7, 8, 9, 10, 11), gitara slide (10, 12),
- Nils Lofgren – gitara (1, 2, 12), pianino (3, 6, 7, 8, 9, 11), wokal (1, 7, 8, 11)
- Billy Talbot – gitara basowa (1, 2, 3, 5, 6, 7, 8, 11, 12)
- Tim Drummond – gitara basowa (10)
- Ralph Molina – perkusja (1, 2, 3, 5, 6, 7, 8, 11, 12), wokal (1, 2, 5, 7, 8, 9, 11, 12)
- George Whitsell – wokal (9)
- Jack Nitzsche – pianino (5)

## Spis utworów
| 1.  | Tonight’s the Night                | 4:39  |
|     |                                    |       |
| 2.  | Speakin' Out                       | 4:46  |
|     |                                    |       |
| 3.  | World on a String                  | 2:27  |
|     |                                    |       |
| 4.  | Borrowed Tune                      | 3:26  |
|     |                                    |       |
| 5.  | Come on Baby Let's Do Downtown     | 3:35  |
|     |                                    |       |
| 6.  | Mellow My Mind                     | 3:07  |
|     |                                    |       |
| 7.  | Roll Another Number (for the Road) | 3:02  |
|     |                                    |       |
| 8.  | Albuquerque                        | 4:02  |
|     |                                    |       |
| 9.  | New Mama                           | 2:11  |
|     |                                    |       |
| 10. | Lookout Joe                        | 3:57  |
|     |                                    |       |
| 11. | Tired Eyes                         | 4:38  |
|     |                                    |       |
| 12. | Tonight’s the Night (część druga)  | 4:52  |
|     |                                    |       |
|     |                                    | 44:42 |
|     |                                    |       |

## Opis płyty
- Producent – Neil Young, David Briggs, Tim Mulligan i Elliot Mazer (tylko 10)
- Miejsce nagrania – Broken Arrow Studios (4, 10), San Francisco, Studio Instrumentals, sala prób D w Hollywood, Fillmore East (5)
- Inżynier dźwięku – David Briggs oraz Gabby Garcia i Tim Mulligan
- Długość – 44 min. 42 sek.
- Kierownictwo artystyczne i projekt – Gary Burden dla R. Twerk & Company.
- Zdjęcia – Gissberg  Hanekroot i Joel Bernstein
- Firma nagraniowa – Reprise
- Numer katalogowy – 2221-2

## Listy przebojów

### Album
| Rok  | Lista                    | Pozycja |
| ---- | ------------------------ | ------- |
| 1972 | Billboard. Albumy popowe | 25      |